# Hieracium uechtritzianum
Hieracium uechtritzianum là một loài thực vật có hoa trong họ Cúc. Loài này được Gus.Schneid. mô tả khoa học đầu tiên năm 1886.